# Crocetta del Montello
Crocetta del Montello – miejscowość i gmina we Włoszech, w regionie Wenecja Euganejska, w prowincji Treviso.
Według danych na rok 2004 gminę zamieszkiwało 5714 osób, 219,8 os./km².